# Симах (село)
Симах (рос. Сымах) — село у Мегіно-Кангалаському улусі Республіки Сахи Російської Федерації.
Населення становить 438 осіб. Належить до муніципального утворення Батаринський наслег.

## Географія

### Клімат
| Клімат Симаха             | Клімат Симаха | Клімат Симаха | Клімат Симаха | Клімат Симаха | Клімат Симаха | Клімат Симаха | Клімат Симаха | Клімат Симаха | Клімат Симаха | Клімат Симаха | Клімат Симаха | Клімат Симаха | Клімат Симаха |
| Показник                  | Січ.          | Лют.          | Бер.          | Квіт.         | Трав.         | Черв.         | Лип.          | Серп.         | Вер.          | Жовт.         | Лист.         | Груд.         | Рік           |
| Середній максимум, °C     | −38           | −30,2         | −13,8         | 0,9           | 12,8          | 22,5          | 25,5          | 21,4          | 11,5          | −4,1          | −25,1         | −35,8         | −4            |
| Середня температура, °C   | −41,8         | −36,1         | −22,2         | −6,5          | 6,5           | 15,5          | 18,6          | 14,7          | 5,9           | −8,8          | −29,7         | −39,7         | −10           |
| Середній мінімум, °C      | −45,6         | −41,9         | −30,5         | −13,8         | 0,2           | 8,5           | 11,7          | 8,1           | 0,3           | −13,4         | −34,2         | −43,5         | −16           |
| Норма опадів, мм          | 10            | 7             | 6             | 10            | 22            | 42            | 45            | 44            | 32            | 21            | 16            | 12            | 267           |
| ------------------------- | ------------- | ------------- | ------------- | ------------- | ------------- | ------------- | ------------- | ------------- | ------------- | ------------- | ------------- | ------------- | ------------- |
| Джерело: climate-data.org |               |               |               |               |               |               |               |               |               |               |               |               |               |

## Історія
Згідно із законом від 30 листопада 2004 року органом місцевого самоврядування є Батаринський наслег.

## Населення
| 2002 | 2010 | 2012 | 2013 | 2014 | 2015 | 2016 |
| ---- | ---- | ---- | ---- | ---- | ---- | ---- |
| 522  | ↘502 | ↘475 | ↘470 | ↗471 | ↗475 | →475 |
| 2017 | 2018 |      |      |      |      |      |
| ↘462 | ↘438 |      |      |      |      |      |